# Måne (mytologi)

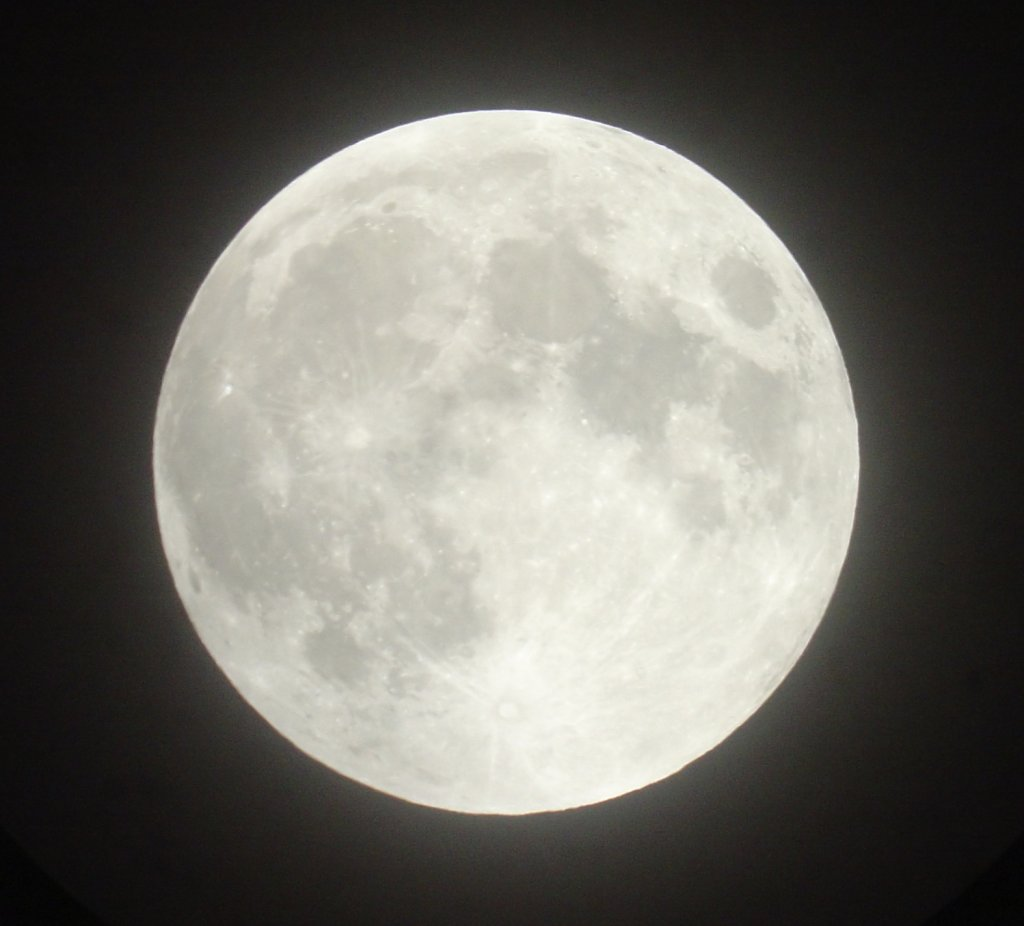
Måne var en personifikation av månen i nordisk mytologi.

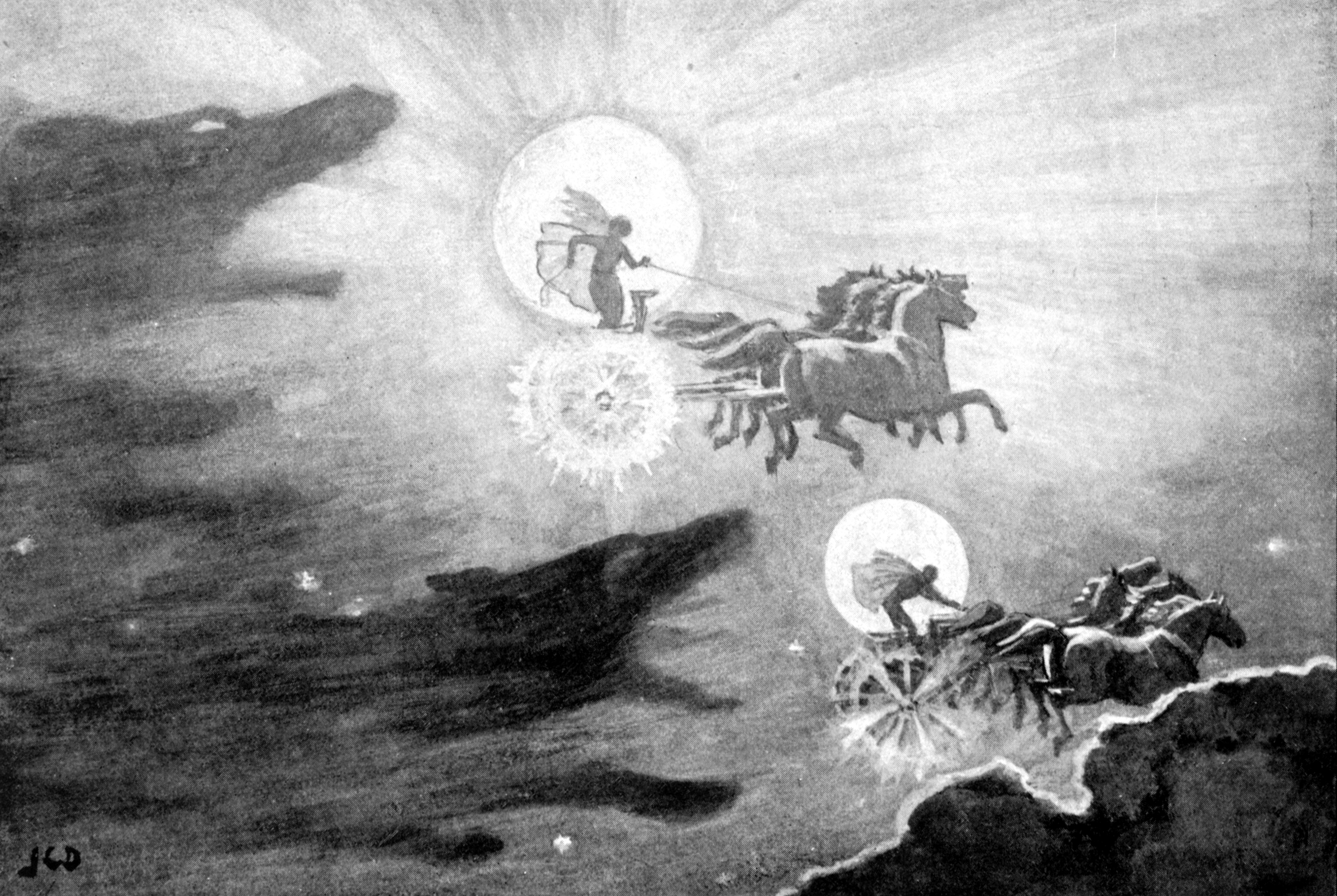
Måne och Sol jagas av vargar över himlavalvet i en målning av John Charles Dollman från 1909.

Måne eller Máni var i nordisk mytologi månens gud, son till Mundilfare och Natt. Tillsammans med sin syster Sol jagas han fram över himlavalvet. Liksom sin syster Sol är han skön och vacker. Måne åtföljs på sin färd av två barn som han tog upp från jorden som bar namnen Bil och Hjuke. "De barnen följer Måne som man kan se från jorden."
Måne jagas fram över himlavalvet av vargen Hate, liksom vargen Sköll jagar hans syster. De båda vargarna härstammar från jättinnan i Järnveden "Järnskogen". Härifrån kommer också Månegarm, den mäktigaste av alla, som mättar sig med blodet från alla människor som dör. I Ragnarök kommer han att sluka månen och sprida blod över världen.
I Völvans spådom strof 5 skildras månens skapelse: "ej visste Månen/ vad makt som var hans" . Asarna gav namn åt "nedan och ny", det vill säga tidräkning efter månens faser.